# Dieter Pauly
Dieter Pauly (Rheydt, 14 febbraio 1942 – Ko Samui, 13 febbraio 2024) è stato un arbitro di calcio tedesco.

## Biografia

### Arbitro
Dopo aver arbitrato per tre anni in Zweite Bundesliga, debuttò in Bundesliga nel 1980, dirigendo 100 partite fino al 1990, oltre alla finale della Coppa di Germania 1985-1986 e 65 incontri internazionali (a partire dal 1982), tra cui la Supercoppa europea del 1984 tra Juventus e Liverpool, vinta dalla Juventus per 2-0, la finale di Coppa delle Coppe 1987-1988 e l'incontro Paesi Bassi-Unione Sovietica, vinto 1-0 dai sovietici, durante il Campionato europeo di calcio 1988. Durante questo periodo fu eletto arbitro dell'anno dalla DFB negli anni 1985, 1988 e 1990.
Diresse anche una semifinale di Coppa dei Campioni (nel 1984) e una semifinale di Coppa UEFA (nel 1985).
Nel novembre del 1988 fu protagonista di un controverso duplice episodio che segnò il finale della sua carriera: durante la partita di ritorno di fase eliminatoria della Coppa dei Campioni tra Stella Rossa e Milan, sospese la gara al 57º minuto (sul risultato di 1-0 per gli jugoslavi, che protestarono vivacemente) a causa dell'addensarsi di una fitta nebbia. Nella gara di ripetizione del giorno successivo, nei primi minuti né lui né il guardalinee della zona di competenza si accorsero che il tiro maldestro del difensore jugoslavo Goran Vasilijević ebbe oltrepassato nettamente la propria linea di porta.
Diresse l'ultima partita nell'agosto 1990 in occasione di Borussia Mönchengladbach-Ajax.

### Dirigente
Nel 2000 divenne osservatore degli arbitri UEFA, carica dalla quale decadde a fine 2009 per raggiunti limiti d'età.